# 王範 (天順進士)
王范，直隸大名府開州人，明朝政治人物。进士出身。

## 生平
順天府鄉試第八十九名。天顺四年，登进士。成化年间接替刘侃任延平府知府一职，成化二十三年(1487年)由陈廷琏接任。